# علي الرضا
أبو الحسن علي بن موسى الرضا، ويكنى أيضًا أبو إبراهيم وأبو بكر، (وُلد في المدينة المنورة في 11 ذي القعدة 148 هـ (1 يناير 766م وتُوفِّي في طوس في اليوم الآخير من شهر صفر 203 هـ (6 يونيو 818 م). هو سبط النبي محمد، وهو ثامن الأئمة الاثنا عشر عند الشيعة الجعفرية خلفًا لأبيه موسى الكاظم. لقب بغريب الغرباء كونه دفن في بلاد فارس بعيدًا عن أرض آبائه العرب. ويكنّى ب«أبو الحسن الثاني»، وكذلك يُعرف باسم «الرّضا».
عُرف بالعلم والفقاهة، وتنسب إليه أعمال منها الرسالة الذهبية، وصحيفة الرضا وفقه الرضا، وقد جمع علي بن بابويه سيرة علي الرضا وكراماته ومناظراته مع المخالفين وأحاديثه في كتاب سمّاه عيون أخبار الرضا.
ولد علي الرضا في المدينة المنورة، ومنها انتقل إلى خراسان بضغط من المأمون لمنحه ولاية العهد مكرهاً. وفي طريقه وهو في نيسابور روی حديث سلسلة الذهب. اشتهرت مناظراته التي كان يعقدها المأمون بينه وبين كبار علماء الأديان والمذاهب الأخرى. استمرّت إمامته 20 عامًّا. توفّي بـطوس مسمومًا علی ید المأمون، ودُفن بمدينة مشهد، وصار مرقده مزاراً تقصده الملايين من مختلف البلدان.

## نسبه
هو: علي بن موسى بن جعفر بن محمد بن علي بن الحسين بن علي بن أبي طالب بن عبد المطلب بن هاشم بن عبد مناف بن قصي بن كلاب بن مرة بن كعب بن لؤي بن غالب بن فهر بن مالك بن النضر جد قريش بن كنانة بن خزيمة بن مدركة بن إلياس بن مضر بن نزار بن معد بن عدنان.
أمُّه: نجمة، وتُسمى تكتم، أو أم البنين ، أو أروى , ,وقيل أمه أم ولد تدعى حميدة , ورد في كتاب مطالب السؤول ان: أمه أم ولد تسمى الخيزران المرسية، وقيل شقراء النوبية، وقيل ان اسمها أروى وشقراء لقب لها.

## الولادة والوفاة
رُوي أنّ ولادته كانت في يوم الخميس أو الجمعة 11 من ذي الحجة أو ذي القعدة أو ربيع الأول سنة 148هجرية أو 153هجرية واختار الكليني أن ولادته كانت عام 148هـ، وهو الرأي المشهور بين الأعلام والمؤرخين.
استشهد يوم الجمعة أو الاثنين في الأيام الأخيرة من شهر صفر، أو في السابع عشر منه، وهناك من ذهب إلى أنّ شهادته كانت في 21 رمضان، وهناك رأي ثالث يذهب إلى القول أنّ شهادته كانت في 18 جُمادى الأولى، ورابع يرى أنّها في 23 من ذي القعدة أو آخرها سنة 202، أو 203، أو 206. وروى الكليني أنّ وفاته كانت في شهر صفر سنة 203 عن عمر ناهز 55 عامًا، وهذا هو المشهور بين أكثر المؤرخين، وحدّدها الطبرسي في الآخر من صفر.
ونظرًا للاختلاف الموجود في تاريخ ولادته ووفاته فقد اختُلف أيضًا في تحديد عمره الشريف، فكان ما بين 47 -57، إلّا أن المستفاد من الرأيين المشهورين في ولادته ووفاته يكون الإمام قد ناهز الـ 55 عامًا.

## زوجاته
ذكروا أنّ من زوجاته أم ولد يقال لها سبيكة من أَهل بيت ماريَةَ القبطية أُمِّ إِبراهيم بنِ رسول اللَّه. وجاء في بعض المصادر التاريخية أنّ المأمون اقترح على الإمام الرضا تزويجه بابنته «أم حبيب فقبل الإمام بذلك. وذكروا أنّ هدف المأمون هو التقرّب من الإمام والنفوذ إلى بيته  يعتقد اليافعي أنّ اسم ابنة المأمون التي زوجها من الإمام الرضا هو: أم حبيبة. أما السيوطي فقد ذكر خبر تزويج ابنة المأمون من الإمام الرضا من دون أن يتعرض لذكر اسمها.

## أولاده

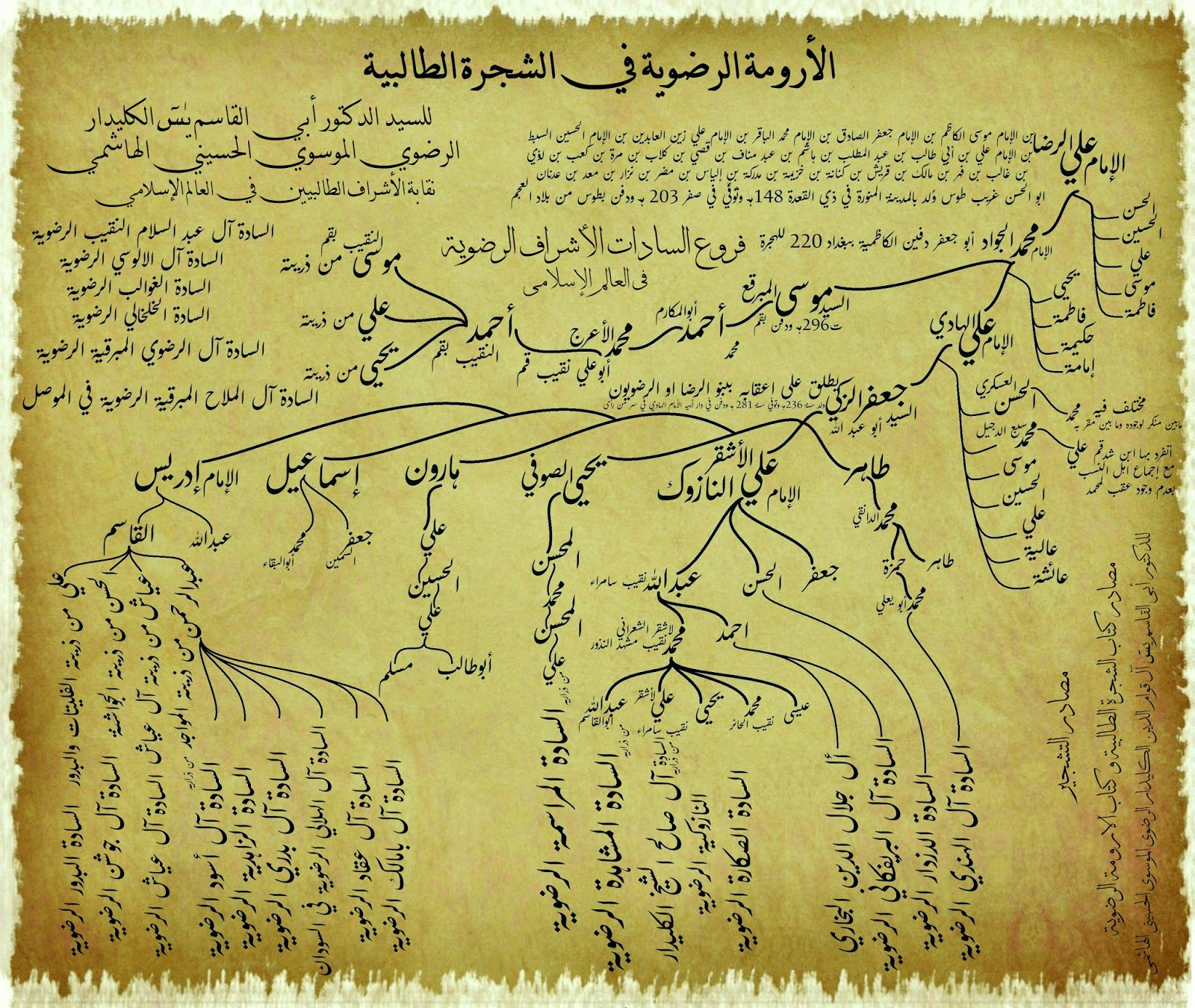
شجرة ذريَّة علي الرضا.

اختلفت كلمة الباحثين والمؤرخين في عدد أولاده وأسمائهم، فقد ذكروا له خمسة من الذكور وبنتا واحدة، وهم: محمد القانع، حسن، جعفر، إبراهيم، حسين وعائشة. وذكر ابن الجوزي أنّ له أربعة من الذكور هم: محمد (أبو جعفر الثاني)، جعفر، أبو محمد الحسن، إبراهيم ومن الإناث واحدة لم يذكر اسمها. وقيل أنّ له ابنٌ دُفن في مدينة قزوين. كان عمره سنتين أو أقلّ، والمعروف حالياً باسم حسين. توفي عندما سافر الإمام إليها سنة 193هـ. أمّا الشيخ المفيد فلا يعتقد بأنّ له ولدٌ غير محمد بن علي . وهذا ما يذهب إليه كل من ابن شهر آشوب والطبرسي. وذكر بعضهم أنّ له بنتاً تدعى فاطمة.

## إمامته
كانت مدة إمامته 20 عاماً ما بين (183- 203 هـ) عاصر خلالها خلافة كل من هارون الرشيد(10 سنوات)، محمد الأمين (ثلاث سنوات و 25 يوماً)، إبراهيم بن المهدي المعروف بـابن شكلة (14 يوماً)، محمد الأمين مرةً أخرى (سنة وسبعة أشهر)، و المأمون (5 سنوات).

### دلائل إمامته
روى النص على إمامته من قبل أبيه موسى بن جعفر كل من: داود بن كثير الرقيّ، محمد بن إسحاق بن عمار، علي بن يقطين، نعيم القابوسي، الحسين بن المختار، زياد بن مروان، المخزومي، داود بن سليمان، نصر بن قابوس، داود بن زربي، يزيد بن سليط ومحمد بن سنان.
وهذه النصوص هي:
| علي الرضا | عن داود الرقي قال: قلت لأبي إبراهيم - يعني موسى الكاظم -: فداك أبي إني قد كبرت، وخفت أن يحدث بي حدث، ولا ألقاك، فأخبرني من الإمام من بعدك؟ فقال: ابني علي . | علي الرضا |

| علي الرضا | وعن محمد بن إسحاق بن عمار قال: قلت لأبي الحسن الأول– الكاظم- : ألا تدلني على من آخذ منه ديني؟ فقال: هذا ابني علي ... | علي الرضا |

بالإضافة إلى الروايات العديدة، فإنّ مقبوليّة الإمام الرضا بين شيعته وأفضليته العلميّة والأخلاقيّة هي التي أثبتت إمامته على الرغم من أنّ قضية الإمامة كانت معقدّة جداً في أواخر حياة الإمام موسى بن جعفر، ولكنّ أكثر أصحاب الإمام الكاظم سلّموا بخلافة الإمام الرضا من بعده.

## سفره إلى خراسان
ذُكر أنّ هجرة الإمام الرضا من المدينة إلى مرو كانت في سنة 200 هـ.ق، وقال مؤلف کتاب الحياة الفكرية والسياسية لأئمة الشيعة : لقد كان الإمام الرضا في المدينة حتى سنة 201 هـ، ودخل مرو في رمضان من نفس السنة.
وجاء في تاريخ اليعقوبي أنّ المأمون أمر الرجاء بن الضحاك - وهو من أقارب الفضل بن سهل - بجلب بالإمام الرضا من المدينة إلى خراسان عن طريق البصرة. وقد حدد المأمون مسيراً خاصّاً لقافلة الإمام خشية من أن يمرّ الإمام على المناطق التي تقطنها الشيعة، ويلتقي بهم فأمر أن لا يأتوا به عن طريق الكوفة بل عن طريق البصرة و خوزستان وفارس ومنه إلى نيسابور. فهكذا ستكون حركة الإمام استناداً لكتاب أطلس الشيعة: المدينة، نقره، هوسجة، نباج، حفر أبي موسى، البصرة، الأهواز، بهبهان، إصطخر، أبرقوه، ده شير (فراشاه)، يزد، خرانق، رباط بشت بام، نيسابور، قدمكاه، ده سرخ، طوس، سرخس، مرو.
من أهم وأوثق ما حدث في هذا الرحلة الطويلة حديث الإمام في مدينة نيسابور المشهور بحديث سلسلة الذهب.
ذكر الشيخ المفيد أن المأمون قد أنفذ إلى جماعة من آل أبي طالب، فحملهم إليه من المدينة، وفيهم الرضا علي بن موسى، فأخذ بهم على طريق البصرة حتى جاؤوه بهم. وكان المتولي لأشخاصهم المعروف بالجلودي، فقدم بهم على المأمون، فأنزلهم داراً، وأنزل الرضا علي بن موسى داراً، وأكرمه، وعظّم، أمره. ويختلف الشيخ المفيد في روايته هذه مع اليعقوبي في كون رسول المأمون لجلب الإمام هو الجلودي لا الرجاء بن الضحاك.

## ولاية عهد المأمون
روى الشيخ المفيد- أنه وبعد إقامة الإمام في مرو- أنفذ إليه المأمون قائلاً: إني أريد أن أخلع نفسي من الخلافة، وأقلدك إياها، فما رأيك في ذلك؟
فأنكر الرضا هذا الأمر، وقال له: أعيذك بالله يا أمير المؤمنين من هذا الكلام وأن يسمع به أحد. فرد عليه الرسالة: فإذا أبيت ما عرضت عليك، فلا بد من ولاية العهد من بعدي، فأبى عليه الرضا إباء شديداً، فاستدعاه إليه، وخلا به، ومعه الفضل بن سهل ذو الرئاستين ليس في المجلس غيرهم، وقال له: إني قد رأيت أن أقلدك أمر المسلمين، وأفسخ ما في رقبتي، وأضعه في رقبتك. فقال له الرضا: الله الله يا أمير المؤمنين! إنّه لا طاقة لي بذلك ولا قوة لي عليه.
قال له: إني موليك العهد من بعدي! فقال له: اعفني من ذلك يا أمير المؤمنين. فقال له المأمون كلاماً فيه كالتهدد له على الامتناع عليه، وكان مما قال فيه: إن عمر بن الخطاب جعل الشورى في ستة أحدهم جدك أمير المؤمنين علي بن أبي طالب ، وشرط فيمن خالف منهم أن تضرب عنقه، ولا بد من قبولك ما أريده منك فإنني لا أجد محيصاً عنه!!.
فقال له الرضا : فإني أجيبك إلى ما تريد من ولاية العهد على أنني لا آمر، ولا أنهى، ولا أفتي، ولا أقضي، ولا أولي، ولا أعزل، ولا أغير شيئاً مما هو قائم.
فأجابه المأمون إلى ذلك كله.
وهكذا بايع المأمون الإمام على ولاية العهد في يوم الاثنين لسبعٍ خلون من شهر رمضان سنة 201هـ، وأمر الناس بلبس الخضرة بدلاً من السواد (وهو لباس أبي مسلم الخراساني وأصحابه تقليداً للون راية النبيّ أو حزناً على شهداء أهل بيت النبيّ ). وكتب بذلك إلى الآفاق، وأخذ البيعة للإمام الرضا، وخطبوا باسمه على المنابر، وضربوا الدرهم والدينار، ولم يبق أحد إلاّ ولبس الأخضر إلّا إسماعيل بن جعفر بن سليمان بن علي العبّاسي الهاشمي.
وأقام المأمون حفلاً دعا فيه الخطباء والشعراء، وكان منهم دعبل بن علي الخزاعي والذي كافأهُ الإمام الرضا .
أرسل المأمون عيسى الجلودي إلى مكة ليُبلّغ أمره ببيعة الإمام الرضا، وقد كان حينها إبراهيم بن موسى بن جعفر والياً عليها ويدعو باسم المأمون، فعندما وصل الجلودي باللباس الأخضر وبيعة الرضا أسرع لإستقباله، وبايع أهل مكة الرضا، وارتدوا الخضر.

### تحليل ٌ لقضية ولاية العهد
سلّم المأمون ولاية العراق إلى الحسن بن سهل، وبقي هو في مرو. حينها ثار بعض العلويين الطامعين في الخلافة، وانضمّ إليهم الكثير من أهل العراق لسخطهم على الحسن بن سهل. فاضطرب المأمون لسماعه هذا النبأ، فهرع إلى الفضل بن سهل ذي الرئاستين يستشيرهُ حيث أشار عليه باختيار الإمام الرضا وليّا للعهد علّهُ يستطيع إجبار باقي العلويين على الطاعة.
إنّ قضية ولاية العهد من القضايا المهمة في الحياة السياسية للإمام الرضا. ولدراسة هذه القضية ينبغي التحقيق في التاريخ الإسلامي وتاريخ بني أمية وكيفية وصول العباسيين إلى الخلافة. لقد كانت الأوضاع العامّة للبلاد الإسلامية حتى عام 203 للهجرة (السنة التي توفي فيها الإمام الرضا ) بهذه الصورة إجمالاً: لايخفى على الجميع ظلم الأمويين؛ لأنهم لايعرفوا من الخلافة إلا الحكم إلاّ عمر بن عبد العزيز الذي لم تدُم حكومته. ولهذا ظهرت الكثير من الثورات ذات الطابع الديني ضدّ الحكم الأموي. وكان الجميع يعقدون الأمل على أولاد علي - المعروفين آنذاك بـأهل البيت - بإحقاق الحق والعدل والمساواة. فإستغلّ العباسيّون هذا الرغبة والأمل والحب لأهل البيت، وجيّروا ذلك لصالحهم، وتظاهروا بأن ثورتهم إنّما هي من أجل التخلّص من التعسّف والظلم الأموي وإعادة الحق إلى أهله تحت شعار الرضا من آل محمد، وقد مرت الثورة العباسية بعدّة مراحل:
1. الدعوة للعلويين حصراً في بداية الأمر.
2. الدعوة إلى أهل البيت والعترة.
3. الدعوة للرضا من آل محمد.
4. إدّعاء ميراث الخلافة لهم.[39]

بعد أن استقرّت الخلافة للعباسيين نقضوا عهودهم، وعمدوا إلى إيذاء العلويين، وحبسهم، وقتلهم. فسخطت الأمة على العباسيين نتيجة أعمالهم الشنيعة التي ارتكبوها ضدّ أولاد عمّهم تبلورت على شكل حركات تمرّد ضد نظامهم الحاكم. فقد انتشرت الفوضى والاضطرابات أكثر من السابق في عهد المأمون، كما حدث الكثير من الثورات الموالية لآل علي في أكثر الولايات والمدن؛ ولذلك قرّر المأمون القيام ببعض الأمور للتخلص من تلك الاضطرابات فقام بما يلي:
1. قمع ثورات العلويين.
2. إجبار العلويين على الاعتراف بشرعيّة حكم العباسيين.
3. إزالة حالة الحبّ والاحترام المتزايدة والتي كانت تغمر قلوب الناس للعلويين بطريقة لا تُثير الشبهة والشك.[40] وخصوصاً الإمام الرضا فكان كلامه يتضمن حقيقة مفادها: عدم أهلية الإمام الرضا للخلافة.

يُذكر أنّه حينما اعترض حميد بن مهران وبعض العباسيين على المأمون في قضية ولاية العهد أجابهم: كان هذا الرجل مخفيّاً عنّا، فهو يدعو الناس لنفسه، أردنا أن يكون ولي عهدنا كي تنتهي الأمور لصالحنا.
وقد أدرك الإمام الرضا هدف المأمون وغايته، حيث قال له: أنت تريد أن يقول الناس: لا يُعرض علي بن موسى عن الدنيا، بل إنّ الدنيا أعرضت عنه ألا ترونَ كيف قبِلَ بولاية العهد طمعاً بالخلافة. وتجلى هذا المنطق في جواب من كانوا يسألون الإمام عن سبب قبوله لولاية العهد قائلاً: قبلتها مكرهاً. والدليل على ذلك الشروط التي وضعها الإمام لقبوله ولاية العهد فهي في الحقيقة إعلانٌ لبراءته من حكومة المأمون. ومع ذلك كله لم يدم الأمر طويلاً حتى ثار العباسيون في بغداد، وخلعوا المأمون، وبايعوا إبراهيم المهدي من جهةٍ، وأدرك العلويون مكر المأمون، فواصلوا ثوراتهم، وتمرّدهم ضد حكومة المأمون، وبهذا تيقّن المأمون أنّ مخططه قد فشل، فقرر تصفية الإمام الرضا والقضاء عليه.

## المناظرات
بعد قدوم الإمام الرضا مكرهاً إلى مرو قام المأمون بعقد مجموعة من المناظرات العلمية التي حضرها مختلف العلماء، وكانت تتمحور في الغالب حول المسائل العقائدية والفقهية. وقد أدرج الطبرسي قسماً منها في كتابه الموسوم بالاحتجاج ومن تلك المناظرات:
- الاحتجاج في باب التوحيد والعدل
- مناظرات علي الرضا#الاحتجاج في باب الإمامة
- مناظرات علي الرضا#الاحتجاج مع المروزي
- مناظرات علي الرضا#الاحتجاج مع أبي قرة
- احتجاج مع الجاثليق (مع أهل الكتاب)
- الاحتجاج مع أهل الكتاب (رأس الجالوت)
- مناظرات علي الرضا#مع الزرادشتيين
- مناظرات علي الرضا#الاحتجاج مع رأس الصابئة

### أسباب إقامة المناظرات
كان المأمون يهدف إلى إزالة الاعتقاد السائد لدى عامّة الأمّة حول أئمة أهل البيت من أنّهم ذوو (علم لدُنيّ)، وفي هذا يقول الشيخ الصدوق: «كان المأمون يجلب على الرضا من متكلمي الفرق والأهواء المضلة كل من سمع به حرصاً على انقطاع الرضا عن الحجّة مع واحد منهم وذلك حسداً منه له ولمنزلته من العلم، فكان لا يكلم أحداً إلاّ أقرّ له بالفضل، والتزم الحجة له عليه».
ولما أحس المأمون في نهاية المطاف بتمكن الإمام من إفحام المناظرين وأنّ الأمر بدأ ينعكس عليه سلباً أخذ بالحدّ منها، وقد أشار إلى ذلك عبد السلام الهروي حيث قال: رُفِع إلى المأمون أن أبا الحسن علي بن موسى ( يعقد مجالس الكلام والناس يفتتنون بعلمه، فأمر محمد بن عمرو الطوسي حاجب المأمون، فطرد الناس عن مجلسه، وأحضره، فلما نظر إليه المأمون زبره، واستخف به، فخرج أبو الحسن من عنده مغضباً وهو يتمتم بشفتيه..داعيا عليه.

## صلاة العيد
بعد أن بويع للإمام بولاية العهد في السابع من شهر رمضان عام 201 للهجرة. أطلّ الأول من شوال عيد الفطر فطلب المأمون من الإمام الرضا أن يصلّي صلاة العيد.

روي عن ياسر الخادم والريان بن الصلت أن المأمون لما عقد للرضا بولاية العهد أمره بالركوب إلى صلاة العيد، فامتنع، وقال: قد علمت بما كان بيني وبينك من الشروط في دخول الأمر، فاعفني من الصلاة، فقال المأمون: إنما أريد بذلك أن يعرفك الناس، ويشتهر فضلك، وترددت الرسل بينهم. فلما ألح المأمون عليه قال: إن أعفيتني كان أحب إلي، وإن أبيت فإني أخرج كما كان يخرج النبي ﷺ وعلي ، فقال المأمون: اخرج كيف شئت.

وأمر القائد والجند والناس يبكروا بالركوب إلى باب الرضا (. فقعد الناس لأبي الحسن في الطرقات والسطوح، واجتمع النساء والصبيان ينتظرون خروجه، وصار القادة والجند إلى بابه، فوقفوا على دوابهم حتى طلعت الشمس، فاغتسل، ولبس ثيابه، وتعمم بعمامة قطن بيضاء، وألقى طرفاً منها على صدره وطرفاً بين كتفيه، ومس طيباً، وأخذ عكازاً وقال لمواليه: افعلوا كما فعلت.

فخرجوا بين يديه وهو حاف وقد شمّر سراويله إلى نصف الساقن وعليه ثياب مشمرة. فمشى قليلاً ورفع رأسه إلى السماء، وكبّر، وكبّر مواليه معه، ثم مشى حتى وقف على الباب. فلما رآه القواد والجند على تلك الصورة سقطوا إلى الأرض وكان أحسنهم حالاً من كان معه سكين قطع بها شرابة جاجيلته ونزعها وتحفى وكبّر الرضا وكبر الناس معه، فخيّل إلينا أن السماء والحيطان تجاوبه. 
وتزعزعت مرو بالبكاء والضجيج لما رأوا، وسمعوا تكبيره. وبلغ المأمون ذلك، فقال له الفضل: إن بلغ الرضا المصلى على هذا السبيل افتتن به الناس، وخفنا على دمائنا! فبعث إليه المأمون: قد كلفناك شططاً وأتعبناك، ولا نحب أن تلحقك مشقة، فارجع، وليصل بالناس من كان يصلي بهم. فدعا بخفّه فلبسه، وركب، ورجع.

## قضية مقتله

رحلة علي الرضا من المدينة الى مشهد (خراسان) وهناك توفي

جاء في تاريخ اليعقوبي: انطلق المأمون في عام 202 للهجره من مرو إلى العراق مصطحباً معه وليّ عهده الرضا ووزيره الفضل بن سهل ذا الرئاستين . ولما صار إلى طوس توفي الرضا علي بن موسى بن جعفر بن محمد بقرية يقال لها النوقان أول سنة 203، ولم تكن علته غير ثلاثة أيام، فقيل إنّ علي بن هشام أطعمه رمانا فيه سم، وأظهر المأمون عليه جزعاً شديداً. وأضاف اليعقوبي: حدثني أبو الحسن بن أبي عباد قال: رأيت المأمون يمشي في جنازة الرضا حاسراً في مبطنة بيضاء وهو بين قائمتى النعش يقول: إلى من أروح بعدك، يا أبا الحسن! وأقام عند قبره ثلاثة أيام يؤتى في كل يوم برغيف وملح، فيأكله، ثم انصرف في اليوم الرابع .
وروى الشيخ المفيد أن عبد الله بن بشير قال: أمرني المأمون أن أطول أظفاري عن العادة، ولا أظهر لأحد ذلك، ففعلت، ثم استدعاني، فأخرج إلي شيئاً شبه التمر الهندي، وقال لي: اعجن هذا بيديك جميعاً، ففعلت. ثم قام، وتركني، فدخل على الرضا ، فقال له: ما خبرك؟ قال: أرجو أن أكون صالحا. قال له: أنا اليوم بحمد الله أيضاً صالح، فهل جاءك أحد من المترفقين في هذا اليوم؟ قال: لا. فغضب المأمون، وصاح على غلمانه. ثم قال: خذ ماء الرمان الساعة، فإنّه مما لا يستغنى عنه. ثم دعاني، فقال: ائتنا برمان، فأتيته به، فقال لي أعصره بيديك، ففعلت، وسقاه المأمون الرضا بيده، فكان ذلك سبب وفاته.
وقد نقل الصدوق روايات بهذا المضمون ذكر في بعضها أنّ المأمون دسّ إليه العنب وفي بعضها العنب والرمّان.
وذكر جعفر مرتضى الحسيني ستة آراء حول وفاة واستشهاد الإمام الرضا .
كتب ابن حبان وهو من محدثي القرن الرابع الهجري، في كتابه الثقات عند ترجمته لـ علي بن موسى الرضا: ومات علي بن موسى الرضا بطوس من شربة سقاه إياها المأمون، فمات من ساعته وذلك في يوم السبت آخر يوم سنة ثلاث ومائتين.
دفنه المأمون في بيت حميد بن قحطبة الطائي أي البقعة الهارونية الواقع في قرية سناباد حيث يقع الحرم الرضوي اليوم في إيران في محافظة خراسان الرضوي مشهد المقدّسة.

### سبب قتل المأمون للإمام الرضا
تناول الباحثون قضية مقتل الإمام الرضا ، وذهبوا إلى جملة أسباب أدّت إلى مقتله على يد المأمون ومن أهمها:
- انتصاره وتغلبه على علماء عصره في حلقات المناظرة.[54]
- ما حصل من وقائع أثناء صلاة العيد حيث أنّ المأمون شعر بالخطر الشديد مما حدث في تلك الحادثة، فجعل عليه عيوناً تراقبه خشية أن يقوم بما يعدّ مؤامرة ضدّ المأمون،[55] يذكر أن علي الرضا لم يكن ليخشى المأمون، بل كان كثيراً ما يردّ عليه بطريقة تثيره وتُؤذيه الأمر الذي زاد من غضب المأمون وعدائه للرضا رغم عدم بوح المأمون بذلك.[56] وقد روي أنّ المأمون جاء يوماً إلى الرضا فرحاً مسروراً بإحدى فتوحاته العسكرية، فقال له الرضا : اتق الله يا أمير المؤمنين في أمّة محمد وما أوكلك الله تعالى به! لقد ضيّعت أمور المسلمين و...[57]

## المؤلفات المنسوبة للإمام الرضا
ذكر بعض المؤرخين جملة مؤلفات وكتبٍ تُنسب إلى الإمام الرضا فضلاً عن الأحاديث والأخبار الواردة عنه فعلى سبيل المثال ذكر أنّ للإمام كتاب أطلق عليه عنوان: عيون أخبار الرضا وهو من مصادر هذا المقال، حيث نقل الكثير من هذه المسائل، كما روي وجود تأليفات أخرى، لكن لايمكن القطع بنسبتها للإمام منها: كتاب الفقه الرضوي لكن المحققون من العلماء لا يؤكدون حقيقة انتسابه إلى الإمام الرضا  ومما نُسب إليه الرسالة الذهبية في الطبّ. فقد ورد أنه أرسلها إلى المأمون سنة 201 للهجرة ولأهميتها أمر المأمون بكتابتها بالذهب، وحفظها في دار الحكمة. وكتب الكثير من العلماء شروحاً عليها.
ومما نُسب إليه صحيفة الرضا في الفقه لكن لم يثبت حقيقة انتسابها له من قبل العلماء. وهناك كتاب آخر أطلق عليه محض الإسلام وشرائع الدين والظاهر أن العلماء لم يطمئنوا أن الكتاب من تأليف الإمام الرضا .

## مختارات من كلامه
- إن مشي الرجال مع الرجل فتنة للمتبوع ومذلة للتابع.[50]
- لا تغتر بكرامة الأمير إذا غشك الوزير [62]
- صديق كلّ امرئٍ عقله وعدوه جهله.[63]
- مَن جَلَسَ مَجلِسا يُحيى فيهِ أمرُنا، لَم يَمُت قَلبُهُ يَومَ تَموتُ القُلوُبُ [64]
- مَنْ فَرَّجَ عَنْ مُؤْمِنٍ فَرَّجَ اللَّهُ عَنْ قَلْبِهِ يَوْمَ الْقِيَامَةِ [65]
- يَنْبَغِي لِلرَّجُلِ أَنْ يُوَسِّعَ عَلَى عِيَالِهِ [66]

## أصحابه
ذكر بعض المؤرخين أنّ عدد أصحاب الرضا ورواته بلغ 367 منهم:
- يونس بن عبد الرحمن
- موفق (خادم الإمام الرضا)
- علي بن مهزيار
- صفوان بن يحيى
- محمد بن سنان
- زكريا بن آدم
- الريّان بن الصلت
- دعبل بن علي

## تلامذته
1. أحمد بن حنبل الشيباني
2. محمد بن أسلم الكندي
3. الفضل بن أبي الفضل
4. عبد السلام بن صالح أبو الصلت الهروي
5. أحمد بن عامر بن سليمان الطائي
6. عبد الله بن العباس القزويني.[62][67]

## كلمات علماء أهل السنة في حقّه
- ابن حجر: ««كان الرضا من أهل العلم والفضل مع شرف النسب»».[68]
- اليافعي: ««توفّى الإمام الجليل المعظّم سلالة السادة الأكارم أبو الحسن علي بن موسى الكاظم بن جعفر الصادق بن محمد الباقر بن زين العابدين علي بن الحسين بن علي بن أبي طالب أحد الأئمة الأثني عشر، أولي المناقب الذين انتسبت الإمامية إليهم»».[69]
- ابن حبان: ««وقبره بـسناباد خارج النوقان مشهور يزار بجنب قبر الرشيد قد زرته مراراً كثيرة، وما حلت بي شدة في وقت مقامي بـطوس فزرت قبر على بن موسى الرضا صلوات الله على جده وعليه ودعوت الله إزالتها عنى إلاّ استجيب لي، وزالت عنى تلك الشدة، وهذا شيء جرّبته مراراً، فوجدته كذلك. أماتنا الله على محبة المصطفى وأهل بيته صلى الله عليه وسلم الله عليه وعليهم أجمعين.»»[70]
- أبو بكر بن المؤمل: ««خرجنا مع إمام أهل الحديث أبي بكر بن خزيمة وعديله أبي علي الثقفي مع جماعة من مشايخنا، وهم إذ ذاك متوافرون إلى علي بن موسى الرضا بطوس، يعني إلى قبره، قال: فرأيت من تعظيمه، يعني ابن خزيمة، لتلك البقعة وتواضعه لها وتضرعه عندها ما تحيرنا.»»[71]
- السمهودي:««علي الرضا بن موسى الكاظم، كان اوحد زمانه، جلیل القدر، أسلم على یده أبو محفوظ معروف الكرخي»»[72]
- ابن الأثير:«علي بن موسى الرِّضا هو أبو الحسن، علي بن موسى بن جَعْفَر بن محمد بن علي بن الحسين بن علي بن أبي طالب الهاشمي، المعروف بالرِّضا... وإِليه انتهت إِمامة الشِّيعة في زمانه. وفضائله أكثر من أن تُحْصى ، رحمة الله عليه ورضوانه».[73]
- الذهبي:«علي الرضا الإمام السيد أبو الحسن علي الرضى بن موسى الكاظم بن جعفر الصادق بن محمد الباقر بن علي بن الحسين الهاشمي العلوي المدني... وكان من العلم والدين والسودد بمكان ... وقد كان علي الرضى كبير الشأن أهلا للخلافة».[74]
- القرماني : «وكانت مناقبه عليه وصفاته سنية ... وكراماته كثيرة ومناقبه شهيرة ... وكان رضي الله عنه قليل النوم، كثير الصوم، وكان جلوسه في الصيف علي حصير وفي الشتاء علي جلدة شاة».[75]
- قال عنه الشبراوي:«كان رضي الله عنه كريما جليلا مهابا موقرا ... وكانت مناقبه علّيه وصفاته سنيه ونفسه الشريفة هاشمية وأرومته الكريمة نبوية كراماته أكثر من ان تحصر وأشهر من أن تذكر».[76]
- النبهاني: «علي الرضا بن موسي الكاظم بن جعفر الصادق أحد أكابر الأئمة ومصابيح الأمة، من أهل بيت النبوة ومعادن العلم والعرفان والكرم والفتوة. كان عظيم القدر، مشهور الذكر».[77]
- خيرالدين الزركلي: «عليّ الرِّضا علي بن موسى الكاظم بن جعفر الصادق، أبو الحسن، الملقب بالرضا: ثامن الأئمة الإثني عشر عند الإمامية، ومن أجلاء السادة أهل البيت وفضلائهم».[78]

## مرقده

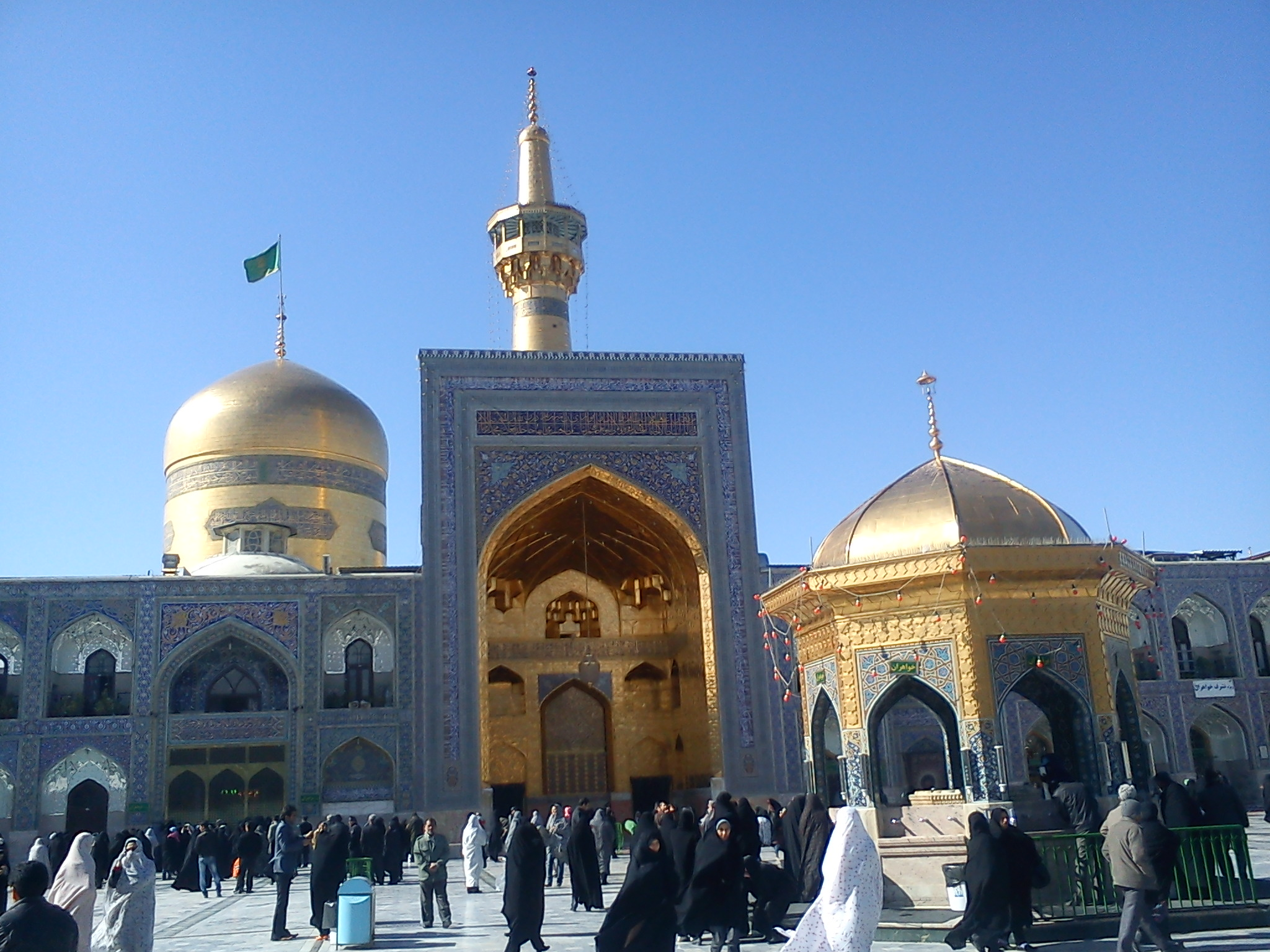
الحضرة الرضوية، حيث يوجد مرقد الإمام.

يقع المرقد المطهر في وسط مدينة مشهد والتي تبعد مسافة 924كم عن العاصمة طهران، يحيط بالمشهد دوار تتفرّع منه شوارع تؤدي إلى كافة أرجاء مدينة مشهد، ويحدّ المشهد من الشمال محلة نوغان، ومن الجنوب شارع الإمام الرضا ودوار بيت المقدس، ومن الجنوب الغربي شارع نواب صفوي، ومن الشمال الشرقي شارع آية اللّه الشيرازي.

### التأسيس
إنَّ المكان الذي فيه الضريح الطاهر للإمام الرضا كان سابقاً داراً لحميد بن قحطبة الطائي أحد قواد أبي مسلم الخراساني، وعندما توفي هارون الرشيد عام 193هـ دفن في هذا المكان وأقام ولده المأمون على قبره قبة سميّت فيما بعد (القبة الهارونية). ولما توفي الإمام مسموماً جيء بجثمانه الشريف ودفن بالقرب من قبر هارون الرشيد، غير أنَّ هذه القبة دمّرت عام 380هـ على يد الأمير سُبُكْتِكِيْن تدميراً كاملاً، فأصبح مرقد الإمام الرضا المزار الوحيد في خراسان الذي حظي بالتقديس والإكبار حيث وضع السلطان مسعود بن سُبُكْتِكِيْن على القبر الشريف ضريحاً مذهباً لتمييز قبر الإمام وليصبح ملاذاً للمنكوبين وملجأ لذوي الحاجات وأصبحت المدينة لا تعرف إلاَّ باسم مشهد الرضا بعد أن كانت تعرف بطوس وسناباد.

### التوسعة والإعمار
- قام الملوك الديالمة بتعمير قبر الرضا بعد تأسيس المأمون له، وبعد أن خربه الأمير سُبُكْتِكِيْن بقي خراباً لا يجرؤ الشيعة الإمامية على عمارته خوفاً من أعدائهم.
- 512 هـ : جدّد أبو طاهر شرف الدين القمي الوزير الشيعي للسلطان سنجر السلجوقي قبة المرقد الطاهر ولـم تزل عمارته قائمة إلى أن خربها التتر، ولكن السلطان محمَّد خدا بنده حفيد هولاكو قام بتجديد عمارة المرقد فيما بعد.
- 809هـ : وفي عهد السلطان ميرزا شاه رخ الكوركاني تـمّ تعمير المشهد، وقامت زوجته الأميرة كوهر شاد بالعناية بالمشهد وبناء المسجد المتصل بالمشهد والمسمى باسمها.
- 932هـ :أمر الشاه طهماسب الصفوي بتذهيب قبة المرقد، كما أقام منارة مذهبة ونصب حول المرقد ضريحاً من الذهب.
- 1010هـ :قام الشاه عباس الكبير بإعمار المشهد وتوسيع الصحن وتذهيب قبة المرقد
- 1020هـ :بنى الإيوان الشمال والشرقي والغربي.
- 1086هـ :أمر الشاه سليمان الصفوي بتعمير قبة المشهد وتذهيبها على إثر سقوطها بسبب الزلزلة التي حدثت سنة 1084هـ.
- 1153هـ :اعتنى نادر شاه بالمشهد وقدم للروضة المطهرة قنديلاً من الذهب المرصع مع القفل الذهبي المرصع.
- 1223هـ :وفي عهد فتح علي شاه القاجاري بوشر في سنة بتشييد صحن المشهد الجديد.
- 1260هـ : وفي عهد محمَّد شاه تـمّ تزيينه بالقاشاني وأكمل ناصر الدين شاه تذهيب إيوان الصحن الذي بناه فتح علي شاه.
- 1401هـ :وبعد إعلان الثورة الإسلامية في إيران بدأت عمليات الإعمار والتوسعة الكبيرة للمشهد إذ بوشر بإنشاء عمارات ومعالم جديدة ألحقت بالمشهد، وأحداث وترميم المحاريب والزوايا، وأحداث صحون وأروقة جديدة كذلك ألحقت بالمشهد المكتبات والمؤسسات والمراكز الثقافية وتـمّ تطوير مرافق الراحة والخدمات للزوار الذين يتوافدون يومياً على المرقد .

### المعالم

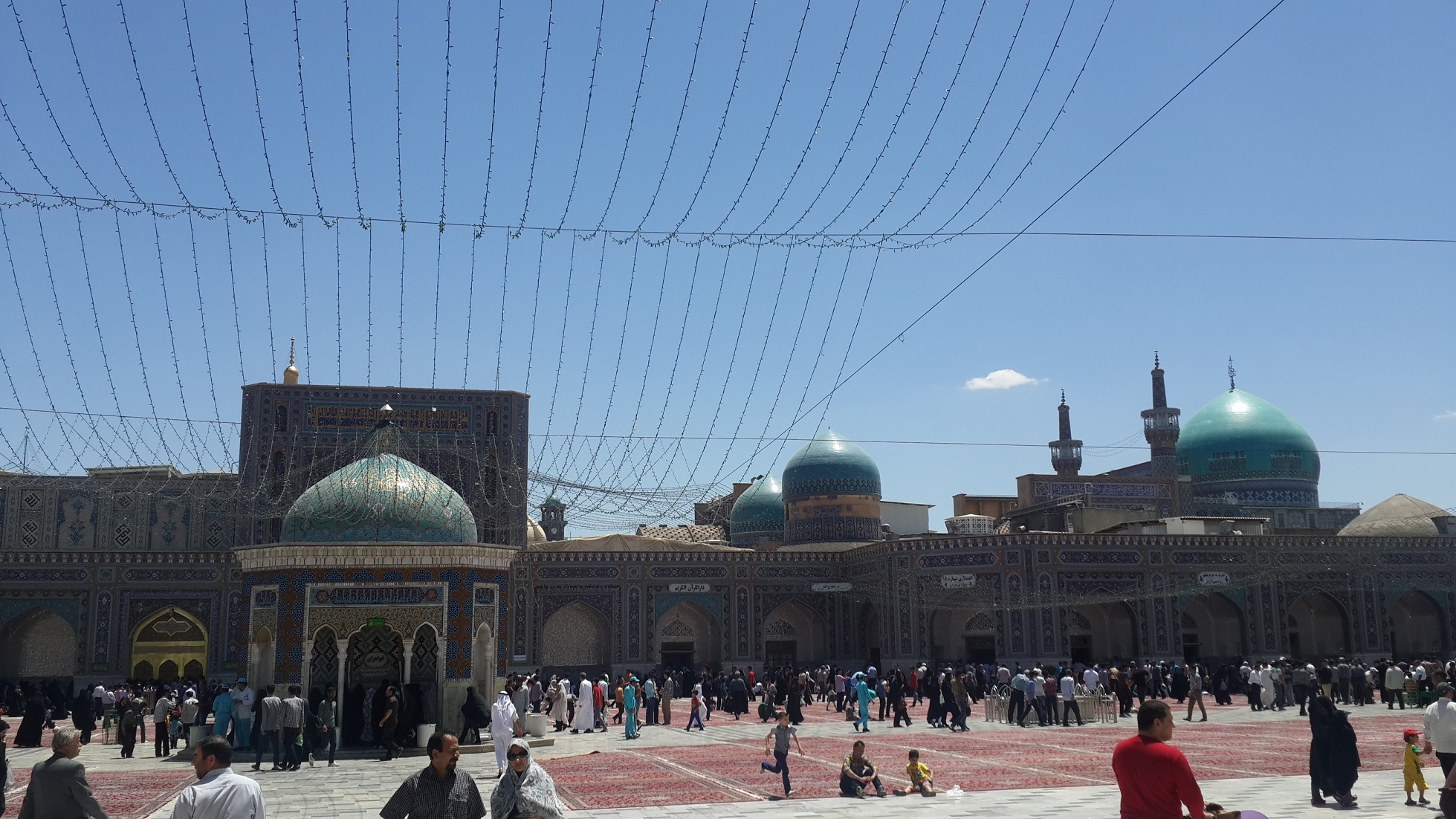
مسجد كوهر شاد في اليمين

يقع ممر الضريح الطاهر في وسط الأبنية التابعة له، والأبنية التي تحيط به عبارة عن صحن الدار القديمة والجديدة، ومسجد كوهر شاد والأروقة. يوجد في داخل مقر الضريح الكثير من نفائس القاشاني القيمة والمخطوطات الرائعة وعلى المرقد قبة ارتفاعها 31م قشرها الخارجي مطلي بالذهب وفي دائرها كتابة عربية واضحة، وفوق إيوان الذهب تشاهد منارة متلألئة مذهبة تقابلها منارة أخرى فوق إيوان شاه عباس. ويضمّ الحرم مئذنتين مذهبتين تقعان في الصحن القديـم قاعدة إحداهما في الضلع الجنوبي، وقاعدة الأخرى في الضلع الشمالي من الصحن، يضمّ المشهد عدّة صحون تـمّ توسعتها مؤخراً وهي صحن القدس مقابل مسجد كوهر شاد، وتبلغ مساحته 4672م2، وصحن الجمهورية الإسلامية الذي يقع بين محراب الشيخ البهائي ومحراب الشيخ الطوسي وتبلغ مساحته 40 ألف متر مربع ويرتبط هذا الصحن عن طريق رواق دار الولاية بالحرم المطهر، وهنالك صحن الإمام الخميني وصحن الحرية وصحن الثورة ويشتمل المرقد على عدّة أروقة وعددها 20 رواقاً مجموع مساحتها 7520م2 وأهمها رواق دار الولاية الذي يعتبر أكبر الأروقة إذ تبلغ مساحته 2700م2 ويرتبط بالحرم وبعض الصحون والمقامات بطرق عديدة. ويحيط بالمشهد مكتبة عامرة تقع بين محراب الشيخ الطوسي، ومحراب الطبرسي مشيّدة على مساحة قدرها 29456م2 ومتكونة من ثلاثة طوابق. وهنالك قبة محلاة بالقاشاني الفاخر ترتفع فوق مسجد كوهر شاد الذي يمتد جنوبي المشهد الشريف، وفي وسط صحن المسجد مصلّى يُسمّى مصلّى المرأة العجوز (بيرزن)، في المشهد أربعة أبراج كبيرة شيّدت على البرج الغربي ساعة كبيرة وتستعمل منارة البرج الشرقي كـ (طبل خانة)، وفي الجهة الجنوبية من المشهد شيّدت دار كانت تعرف بدار السيادة بنتها الأميرة كوهر شاد، علّق في أحد جدرانها صحن مدور يُقال إنَّه الصحن المشؤوم الذي قُدّم فيه العنب المسموم للإمام الرضا وأمام البوابة الجنوبية للصحن التي بناها نادر شاد بنى بئر مثمنة الأضلاع مغطاة تسمّى (سقاخانة نادري). وفي وسط الصحن من جهة الغرب يوجد حوض الماء.

## للاستزادة
- الصدوق، عيون أخبار الرضا، طهران نشر الصدوق لعام 1373 هـ ش.
- فضل الله، محمد جواد، الإمام الرضا، مشهد: العتبة الرضوية المقدّسة، مركز البحوث الإسلامية ،1377 هـ ش.
- الحسيني، جعفر مرتضى، الحياة السياسية للامام الرضا، منشورات جماعة المدرسين في الحوزة العلمية، قم المقدسة، الطبعة الثانية، 1403 هـ.
- جعفريان، الحياة الفكرية والسياسية لأئمة الشيعة عليهم السلام، قم، أنصاريان 1381 هـ.

## وصلات خارجية
- العتبة الرضوية المقدسة
- شبکة الزوار غیر الإیرانیین
- موسوعة النجاح
- شبكة الإمام الرضا
- في ذكرى ولادة الإمام الرضا الحكمة في التعامل
- رضوی ؛ موقع خاص للامام الرضا

| ألقاب شيعيَّة      | ألقاب شيعيَّة                                   | ألقاب شيعيَّة      |
| ---------------- | --------------------------------------------- | ---------------- |
| سبقه موسى الكاظم | ثامن الأئمة عند الشيعة الإثنا عشرية 799 – 818 | تبعه محمد الجواد |